# Salomón Majul González
Salomón Majul González (Taxco de Alarcón, Guerrero; 4 de julio de 1980) es un político mexicano, militante del Partido Revolucionario Institucional. Diputado federal del II Distrito Electoral Federal de Guerrero, tras resultar ganador de la contienda electoral del 7 de junio de 2015.

## Biografía
Nació, en la ciudad de Taxco de Alarcón el 4 de julio de 1980, estudió la carrera de Administración de Empresas en  St. Mary's University, ubicada en San Antonio (Texas) de la cual, se graduó con honores, adquiriendo la especialidad en negocios emprendedores.

## Familia
Está casado con la Señora Jerusalém Alemán.